# 아카기역 (나가노현)
아카기역(일본어: 赤木駅)은 일본 나가노현 이나시에 위치한 도카이 여객철도 이다선의 철도역이다. 단선 승강장 1면 1선의 구조를 갖춘 지상역이다.

## 이용 현황
| 승차 인원 추이 | 승차 인원 추이 |
| 연도           | 1일 평균       |
| -------------- | -------------- |
| 2005           | 48             |
| 2006           | 55             |
| 2007           | 53             |
| 2008           | 45             |
| 2009           | 45             |
| 2010           | 47             |
| 2011           | 48             |
| 2012           | 51             |

## 역 주변
- 국도 제153호선

## 역사
- 1913년 12월 27일 : 이나 전차 궤도(1919년에 이나 전기 철도로 개칭)의 미야타 - 이나마치(현.이나시)간 연신 때에 개업.
- 1923년 12월 6일 : 북쪽으로 약 0.8 km 이전.
- 1934년 12월 이후 : 남쪽으로 약 0.8km의 현 위치로 재이전. 현도(나가노 현도 221호 미야다사완도 선)의 교통량이 증가해, 건널목 사고가 많기 때문에, 현도와의 교차로로 이전했던 것으로 말하고 있다.
- 1943년 8월 1일 : 이나 전기 철도선이 이다선의 일부로서 국유화되어, 일본국유철도의 역이 된다
  - 당시는, 도카이도 본선 하마마쓰 - 나고야 간의 각 역이나 이다선의 각 역, 주오 본선 가미스와 - 시오지리간의 각 역, 마쓰모토역을 발착하는 여객만 이용되었다.
- 1954년 12월 1일 : 도쿄도 구내의 각 역이나 나가노역을 발착하는 여객도 이용가능하다.
- 1967년 10월 1일 : 여객 발착역의 제한을 폐지, 동시에 무인화.
- 1987년 4월 1일 : 일본국유철도 분할 민영화에 의해, 도카이 여객철도가 승계.
- 1998년 : 현재의 맞이방으로 개축.

## 인접 역
| 도카이 여객철도 이다선 | 도카이 여객철도 이다선 | 도카이 여객철도 이다선 |
| ---------------------- | ---------------------- | ---------------------- |
| 미야다 도요하시 방면   | ■ 이다선               | 사완도 다쓰노 방면     |